# خالد غية
خالد غية(مواليد 12 مارس 1986) هو لاعب كرة قدم فرنسي جزائري. يلعب حاليًا كمدافع لصالح نادي إستر في الدوري الفرنسي الدرجة الثانية.

## الحياة الشخصية
شقيقه الأكبر هو عمور غية؛ وهو أيضًا لاعب كرة قدم محترف ويلعب حاليًا مع نادي إستر.